# غراهام سميث (مصور)
غراهام سميث (بالإنجليزية: Graham Smith)‏ هو مصور بريطاني، ولد في 1947.